# Jakobshagen
Jakobshagen è una frazione del comune tedesco di Boitzenburger Land, nel Brandeburgo.

## Storia
Il 31 dicembre 2001 il comune di Jakobshagen venne fuso con i comuni di Berkholz, Boitzenburg, Buchenhain, Funkenhagen, Hardenbeck, Haßleben, Klaushagen, Warthe e Wichmannsdorf, formando il nuovo comune di Boitzenburger Land.

## Amministrazione
La frazione di Jakobshagen è amministrata da un "consiglio di frazione" (Ortsbeirat) di 3 membri.